# Olimpíada de la Canción de Atenas
La Olimpiada Mundial de la Canción de Atenas (en griego, Ολυμπιας Τραγουδιου - Olimpias Tragoudiou) fue un festival de música ligera celebrado entre 1968 y 1973 en el Estadio Olímpico de Atenas. El evento se proclamó como continuador del Festival de la canción Mediterránea de Barcelona, aunque desde su primera edición permitió la participación de países de todo el mundo, no solo mediterráneos.

## Primera edición, 1968
La primera edición se desarrolló entre los días 26, 27 y 28 de julio de 1968. Participaron 32 canciones procedentes de 17 países: Grecia (8 canciones, llevó 3 a la final), Italia (4 canciones), España (3 canciones), Francia y Turquía (2 canciones cada uno) y Alemania, Argentina, Bélgica, Egipto, Estados Unidos, Israel, México, Portugal y Reino Unido (1 canción cada uno). El jurado estuvo formado por 17 personas, una por cada país participante. Por España, acudió el periodista Juan Viñas. Presenciaron la final 80 000 espectadores, entre los que figuró el vicepresidente del gobierno griego Stylianos Pattakos.
Ganó el representante belga, Louis Neefs, con la canción Iris. Otros participantes destacados fueron Jimmy Fontana (Italia, Se tu soffrissi quanto soffro io), Clodagh Rodgers (Reino Unido, Ask anyone), Madalena Iglésias (Portugal, Tu vais voltar), Ajda Pekkan (Turquía, Özleyiş), Luis Aguilé (Argentina, La vida es así) y Tony Dallara (Italia, Alma Maria).
España compitió con dos canciones en castellano y una en catalán: El día, compuesta por el Dúo Dinámico e interpretada por Bruno Lomas; Tu guitarra, compuesta por Ricardo Ceratto y Jorge Morell, interpretada por el propio Jorge Morell, en sustitución de Michel, que se retiró por una repentina indisposición; y Senzillament, de Josep Maria Andreu y Lleó Borrell, interpretada por Núria Feliu.
| Puesto | País        | Título                           | Intérprete        | Puntos |
| ------ | ----------- | -------------------------------- | ----------------- | ------ |
| 1º     | Bélgica     | Iris                             | Louis Neefs       | 118    |
| 2º     | Italia      | Se tu soffrissi quanto soffro io | Jimmy Fontana     | 100    |
| 3º     | Reino Unido | Ask anyone                       | Clodagh Rodgers   | 97     |
| 4º     | Portugal    | Tu vais voltar                   | Madalena Iglésias | 96     |

## Segunda edición, 1969
Las tres noches del festival de 1969 se desarrollaron el 27, 28 y 29 de junio. La cifra de participantes aumentó a 44 canciones en representación de 30 países. Grecia llevó 8 canciones, Italia llevó 3 y España, Francia, Reino Unido y Turquía, 2 canciones cada uno. El resto de participantes envió cada uno un solo tema: Alemania, Argentina, Austria, Bélgica, Brasil, Bulgaria, Canadá, Checoslovaquia, Chile, Dinamarca, Egipto, Estados Unidos, Finlandia, Holanda, Hungría, Israel, Japón, Líbano, Malta, Portugal, Sudáfrica, Suecia, Suiza y Yugoslavia. 
Venció la cantante griega Klio Denardou con el tema Pou nanai o iskios sou thee. Entre los demás participantes estuvo Ajda Pekkan (Turquía, Perhaps one day), Mario Clavell (Argentina) o Michèle Torr (Francia). 
Las dos canciones que representaron a España fueron Te bendigo, firmada por Rafael de León y Lleó Borrell e interpretada por Michel; y Solo las rosas, firmada por Fernando Arbex e interpretada por Jaime Morey.
| Puesto | País     | Título                      | Intérprete    |
| ------ | -------- | --------------------------- | ------------- |
| 1º     | Grecia   | Pou nanai o iskios sou thee | Klio Denardou |
| 2º     | Líbano   | La guerre est finie         | Manuel        |
| 3º     | Bulgaria | L'alle des amoureux         | Maria Mitseva |
| 4º     | Turquía  | Perhaps one day             | Ajda Pekkan   |

## Tercera edición, 1970
Celebrada los días 10, 11 y 12 de julio de 1970, en esta edición se logró que cada país compitiera con una sola canción cada uno, salvo Grecia, que llevó dos. Se batió el récord de participantes a 38 países, con 39 canciones. Los países contendientes fueron: Alemania, Argentina, Austria, Bélgica, Bolivia, Brasil, Bulgaria, Canadá, Checoslovaquia, Chile, Dinamarca, Egipto, España, Estados Unidos, Finlandia, Francia, Gambia, Grecia, Holanda, Hungría, Israel, Italia, Inglaterra, Jamaica, Japón, Líbano, Luxemburgo, Malta, México, Portugal, Rumania, Sudáfrica, Suecia, Suiza, Togo, Turquía, Yugoslavia, Venezuela y Zambia.
El país ganador fue Yugoslavia con la canción Adio, defendida por Lujpka Dimitrovska. Entre la nómina de participantes figuró Karel Gott (Checoslovaquia) y Mirla Castellanos (Venezuela).
La representación española corrió a cargo de Nino Bravo con la canción El adiós, original de Fernando Arbex y Augusto Algueró.
| Puesto | País           | Título                     | Intérprete         | Puntos |
| ------ | -------------- | -------------------------- | ------------------ | ------ |
| 1º     | Yugoslavia     | Adio                       | Lujpka Dimitrovska | 186    |
| 2º     | Brasil         | Teletema                   | Eva                | 178    |
| 3º     | Estados Unidos | I could give you the world | Jim Mancel         | 154    |
| 4º     | España         | El adiós                   | Nino Bravo         | 150    |

## Cuarta edición, 1971
En esta convocatoria, celebrada los días 9, 10 y 11 de julio de 1971, cada país concurrió con un solo tema. Hubo 40 canciones representando a otros tantos países, presentándose intérpretes de cuatro de los cinco continentes. Por Europa acudieron Alemania, Austria, Bélgica, Bulgaria, Checoslovaquia, Dinamarca, España, Finlandia, Francia, Gran Bretaña, Grecia, Holanda, Hungría, Italia, Luxemburgo, Malta, Noruega, Polonia, Portugal, Rumania, Suecia, Suiza y Yugoslavia. Por Asia acudieron Corea, Irán, Israel, Japón, Líbano, Siria y Turquía. Por África se presentaron Egipto, Rodesia, Senegal y Unión Sudafricana. Y por América acudieron representantes de Argentina, Brasil, Canadá, Chile, Estados Unidos y México.
Ganó la brasileña Cláudia con la canción Minha voz virá do sul da América. En aquella edición compitieron artistas como Ilanit (Israel), Tonicha (Portugal), Jairo (Argentina), Lenny Khur (Países Bajos) o Anita Traversi (Suiza).
La representación española corrió a cargo del cantante Marco y del tema Volverás, original de Cholo Baltasar y Pedro Sanantonio.
| Puesto | País        | Título                           | Intérprete     |
| ------ | ----------- | -------------------------------- | -------------- |
| 1º     | Brasil      | Minha voz virá do sul da América | Cláudia        |
| 2º     | Reino Unido | We must forget                   | Samantha Jones |
| 3º     | Israel      | Veshuv itchem                    | Ilanit         |
| 4º     | Portugal    | Poema pena                       | Tonicha        |

## Quinta edición, 1972
Los días 7, 8 y 9 de julio se dieron cita en Atenas 40 canciones representantes de otros tantos países, esta vez procedentes de los cinco continentes.
Venció la canción Gloria, presentada por el australiano Jeff Phillips. En aquella edición se presentaron artistas como Anne Christy (Bélgica) o Towa Carson (Suecia).
España llevó la canción Yo te daré, del Dúo Dinámico, interpretada por Daniel Velázquez.
| Puesto | País      | Título                   | Intérprete       |
| ------ | --------- | ------------------------ | ---------------- |
| 1º     | Australia | Gloria                   | Jeff Phillips    |
| 2º     | Polonia   | Wierzę drzewom           | Stan Borys       |
| 3º     | Grecia    | Tora einai arga          | Maria Alexopulos |
| 4º     | Pakistán  | Hey, you are my sunshine | Rocky Shahan     |

## Sexta edición, 1973
La última edición de la Olimpiada de la Canción de Atenas se celebró los días 13, 14 y 15 de julio de 1973, con la asistencia de 80.000 espectadores que abarrotaron el estadio olímpico. Concurrieron 40 países.
Venció la cantante canadiense Julie Arel con el tema Merci à toi. También participaron Natalie Cole (Estados Unidos), Luis Aguilé (Argentina) y Seija Simola (Finlandia).
Este festival tuvo la nota trágica por el fallecimiento en accidente de aviación del cantante brasileño Agostinho dos Santos, en un vuelo Boeing 707, trayecto Río de Janeiro - Orly el día 11 de julio, en el que fallecieron 123 personas. Cuando le correspondía haber actuado, se mantuvo un minuto de silencio en memoria del artista de Brasil y a continuación sonó la versión orquestal del tema que debía haber defendido, Paz sem cor.
España estuvo representada por Juan Manuel y la canción Me marcharé, creada por Rafael Ferro y el propio Juan Manuel.
| Puesto | País        | Título                 | Intérprete  |
| ------ | ----------- | ---------------------- | ----------- |
| 1º     | Canadá      | Mercie à toi           | Julie Arel  |
| 2º     | Aruba       | Dirty lady             | J. B. Euson |
| 3º     | Yugoslavia  | The last day of summer | Radoyka     |
| 4º     | Reino Unido | May the sun never set  | Miki Antony |

## Ganadores
| Año  | País       | Título                           | Intérprete         |
| ---- | ---------- | -------------------------------- | ------------------ |
| 1968 | Bélgica    | Iris                             | Louis Neefs        |
| 1969 | Grecia     | Pou nanai o iskios sou thee      | Klio Denardou      |
| 1970 | Yugoslavia | Adio                             | Lujpka Dimitrovska |
| 1971 | Brasil     | Minha voz vive do sul da América | Cláudia            |
| 1972 | Australia  | Gloria                           | Jeff Phillips      |
| 1973 | Canadá     | Merci à toi                      | Julie Arel         |